# Almazzago
Almazzago is een plaats (frazione) in de Italiaanse gemeente Commezzadura met 240 inwoners. 